# Хумска епархия
Хумската епархия е православна епархия, част от Сръбската архиепископия, съществувала през XIII-XV век в историческите области Захумлие и Травуния. Създадена е през 1219 г. от архиепископ Сава Сръбски с първоначално седалище в Стон, а по-късно в манастира Милешева. Отделни хумски епископи се споменават докъм 1471 г.